# Schlacht um Peking-Tianjin
1937–1939

Marco-Polo-Brücke – Peking-Tianjin – Chahar – Shanghai (Sihang-Lagerhaus) – Peking-Hankou-Eisenbahn – Tianjin-Pukou-Eisenbahn – Taiyuan (Pingxingguan, Xinkou) – Nanking – Xuzhou (Tai’erzhuang) – Henan – Lanfeng – Amoy – Überflutung des Gelben Flusses – Wuhan (Wanjialing) – Canton – Hainan – Nanchang – (Xiushui) – Chongqing – Suixian-Zaoyang – (Shantou) – Changsha (1939) – Süd-Guangxi – Winteroffensive (Kunlun-Pass) – (Wuyuan)
1940–1942

Zaoyang-Yichang – Hundert Regimenter – Zentral-Hubei – Süd-Henan – West-Hebei – Shanggao – Shanxi – Changsha (1941) – Changsha (1942) – Yunnan-Burma-Straße – Zhejiang-Jiangxi – Sichuan
1943–1945

West-Hubei – Nord-Burma und West-Yunnan – Changde – Ichi-gō – Henan – Changsha (1944) – Guilin–Liuzhou – West-Henan und Nord-Hubei – West-Hunan – Guangxi (1945) – Mandschukuo (1945)
Die Schlacht um Peking-Tianjin (chinesisch 平津作戰 / 平津作战, Pinyin Píng-Jīn zuòzhàn – „[Bei]ping-[Tian]jin-Operation“, jap. 平津作戦, Heishin sakusen) fand während des Zweiten Japanisch-Chinesischen Kriegs zwischen dem 25. und 31. Juli 1937 in der nahen Umgebung der Städte Beiping, heute Peking (Beijing), und Tianjin (Tientsin) statt. Sie endete mit einem japanischen Sieg.

## Verlauf
Zur Zeit des Zwischenfalls an der Marco-Polo-Brücke standen sich in Nordchina die japanische Garnisonsarmee China mit 5.600 Mann sowie die chinesische 29. Armee mit 75.000 Soldaten unter General Song Zheyuan gegenüber. Die japanische Seite verstärkte ihre Kräfte bis zum 18. Juli 1937 um eine Division aus Korea und um zwei Brigaden der Kwantung-Armee. Ebenso mobilisierte der Generalstab drei Divisionen auf den Heimatinseln aufgrund von Nachrichtendienstberichten über chinesische Verstärkungen. Am 9. Juli ordnete Chiang Kai-shek an, dass sich die 26. Marscharmee unter dem Oberbefehl von General Sun Lianzhong mit zwei Divisionen nach Baoding und Shijiazhuang unter das Kommando von General Song Zheyuan begeben solle.
Am Nachmittag des 10. Juli setzten die Japaner allerdings ihre Attacke fort, nachdem sie Verstärkungen erhalten hatten. Zum wiederholten Mal wurden sie dabei zurückgeschlagen. Nach der Niederlage erkrankte der japanische Befehlshaber Generalleutnant Kanichiro Tashiro schwer und verstarb am 12. Juli. Sein Nachfolger wurde Generalleutnant Kiyoshi Katsuki. Gleichzeitig forderten die Japaner weitere Verstärkungen, eine Division, zwei Brigaden und ein Luftregiment, an. Etwas später im Juli wurden drei weitere Divisionen in das Gebiet um Peking-Tianjin entsandt. Bis diese eintrafen, wollten die Japaner auf keinen Fall weitere Zwischenfälle provozieren und willigten ein, dass eine beiderseitige Untersuchung der Ereignisse durchgeführt würde, in der Hoffnung, dass sich herausstellen würde, dass dies nur ein lokal begrenzter Zwischenfall wäre.
Die Divisionen trafen schließlich am 25. Juli ein. Die ersten Angriffe erfolgten am nächsten Tag bei Langfang auf die 38. Division. Japanische Kampfflugzeuge bombardierten Lanfang und die japanische Armee versuchte, durch das Guang’an Tor nach Peking einzurücken. Dabei konnte sie allerdings aufgehalten werden. Kurz darauf stellten die Japaner den Chinesen ein Ultimatum, in dem sie alle Truppen in den Vororten von Peking zum Rückzug auf die westliche Seite des Yongding Flusses aufforderten. General Song wies das Ultimatum zurück und befahl seinen Truppen, sich auf den Kampf vorzubereiten. Zusätzlich forderte er weitere Verstärkungen von der Zentralregierung an.
Im Zuge der fortgesetzten Gefechte ordnete die japanische Regierung die Verlegung dreier Divisionen von den Heimatinseln nach Nordchina an. Zusammen mit der in der Mandschurei stationierten Kwantung-Armee erreichten die Gesamtkräfte Japans in Nordchina 210.000 Mann.
Am 27. Juli kesselten die Japaner chinesische Einheiten bei Tongzhou ein. Ein chinesisches Bataillon konnte jedoch ausbrechen und sich in den Südlichen Hirschgarten, auch bekannt als „Nanyuan“, zurückziehen. Zwei Tage später kam es zum Tongzhou-Zwischenfall.
Die Japaner bombardierten chinesische Stellungen bei Peking aus der Luft und erkundeten Truppenansammlungen bei Kaifeng, Zhengzhou und Luoyang. Der Hauptangriff der Japaner begann am 28. Juli mit einer großangelegten Attacke durch die 20. Division und drei Brigaden auf chinesische Kräfte bei Peking. Der Hauptstoß richtete sich gegen Nanyuan und ein weiterer gegen Beiyuan. Kampfflugzeuge flogen mehrere Wellen gegen ihre Ziele und schwere Bodenkämpfe entbrannten, bei denen die beiden chinesischen Generale Tong Linge und Zhao Dengyu fielen. Eine Brigade der 38. Division unter General Liu Zhensan konnte die Japaner in der Umgebung von Langfeng zurückschlagen und eine Brigade des 53. Korps zusammen mit einer anderen Einheit eroberte die Eisenbahnstation bei Fengtai zurück.
In dieser Nacht erkannten die Chinesen die Sinnlosigkeit ihres Widerstands gegen die Japaner. Daher ordnete General Song den Rückzug des 29. Korps auf die Südseite des Yungting an. Generalmajor Zhang Zizhong aus Tianjin wurde in Peking belassen, um die politischen Geschäfte für Hebei und Chahar weiterzuführen. Auch eine Brigade blieb in der Stadt.
Am frühen Morgen des 29. Juli griffen die japanische Armee und die japanische Marine Tianjin bzw. den Hafen Tanggu an. Zunächst wurden von den Chinesen beide Angriffsziele verbissen verteidigt, sogar das nahegelegene japanische Flugfeld Dongjuzi angegriffen und viele Flugzeuge vernichtet. Dann erhielt General Zhang Zizhong jedoch den Befehl, sich nach Süden zurückzuziehen.
Die Taku-Forts und der Rest von Tianjin wurden am 30. Juli durch die Japaner eingenommen, wobei es zu vielen Plünderungen und Brandschatzungen kam, die große Zerstörungen hinterließen. Kurz darauf marschierten die Japaner auch in Peking ein und General Zhang Zizhong verließ die Stadt, wie auch Liu Ruzhen seine Truppen nach Chahar zurückzog.